# Accademia Nazionale delle Scienze detta dei XL
L'Accademia nazionale delle scienze detta dei XL (dei Quaranta) è una società scientifica italiana fondata nel 1782 a Verona.

## Origini
Nel 1766 il matematico Antonio Maria Lorgna inizia a proporre l'idea di costituire una Accademia che comprenda i migliori scienziati italiani, al di sopra degli stati di appartenenza.
Nel 1781 Lorgna riceve l'appoggio dei maggiori scienziati, tra i quali Alessandro Volta, Lazzaro Spallanzani e Ruggero Giuseppe Boscovich.
Nel 1782 l'Accademia viene fondata con il nome di Società italiana delle scienze detta dei XL dai quaranta maggiori uomini di scienza dell'epoca.

## Premi
L'Accademia dispensa numerosi premi. Da ricordare:
- la Medaglia Matteucci, «istituita per premiare rilevanti contributi al progresso della scienza apportati con opere o scoperte da fisici italiani e stranieri», così chiamata in onore del fisico, fisiologo e patriota italiano Carlo Matteucci[2];
- la Medaglia dei XL per la matematica e per le scienze fisiche e naturali[3].
- la Medaglia dei XL Emilia Chiancóne[4] conferita agli studiosi italiani che,  con opere e scoperte,  abbiano dato un significativo contributo,  riconosciuto a  livello internazionale, al progresso delle scienze biologiche[5].